# Tiina Lymi

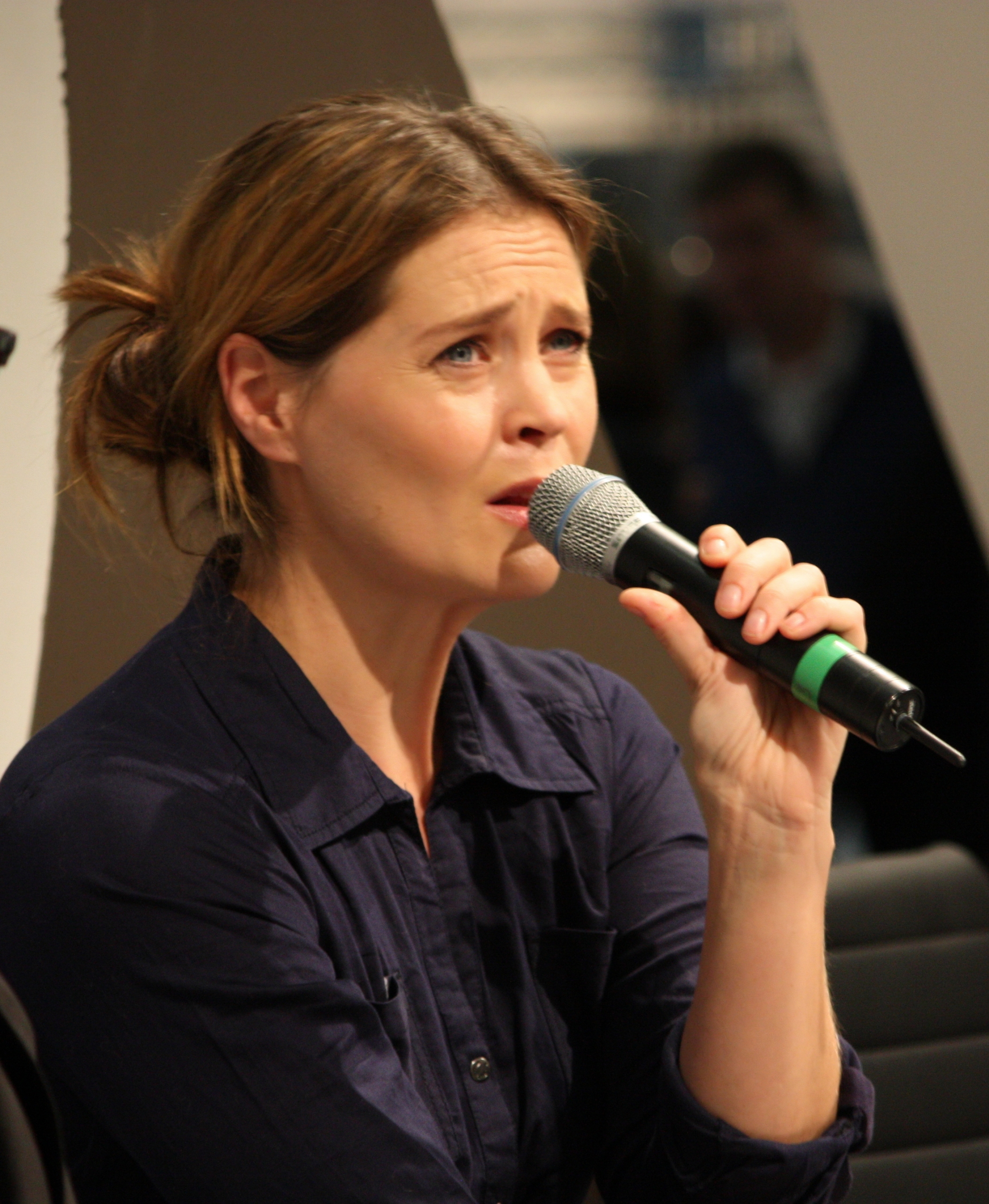
Tiina Lymi (2010)

Tiina Lymi (* 3. September 1971 in Tampere, Finnland) ist eine finnische Schauspielerin, Filmregisseurin, Drehbuchautorin, Dramatikerin und Schriftstellerin.

## Biografie
Tiina Lymi wuchs bei ihrer alleinerziehenden Mutter auf. Ursprünglich wollte sie Polizistin werden, entschied sich nach dem Studium allerdings für ein Schauspielstudium an der Theaterakademie Helsinki. Ihr Leinwanddebüt gab sie in dem 1993 erschienenen und von Claes Olsson inszenierten Filmdrama Akvaariorakkaus. Für ihre Darstellung der Saara wurde sie bei der Verleihung des finnischen Filmpreises Jussi als Beste Hauptdarstellerin ausgezeichnet. Drei weitere Nominierungen in der gleichen Kategorie erhielt sie für ihre Darstellungen in Nousukausi (2003), Juoksuhaudantie (2005) und Erottamattomat (2008).
Mit dem Roman Susi sisällä, eine Novellisierung des gleichnamigen Theaterstücks, debütierte Lymi im Jahr 2010 als Schriftstellerin.
Lyme war von 1994 bis 2006 mit dem Schauspieler Eero Aho liiert, mit dem sie zwei gemeinsame Töchter hat, wovon eine die Schauspielerin Ella Aho ist.

## Filmografie (Auswahl)
- 1993: Akvaariorakkaus
- 1997: Viisi tytärtäni
- 1999: Itsenäisyyden ilta
- 1999: Rikos ja rakkaus
- 2002: Tappava säde
- 2003: Nainen kedolla
- 2003: Nousukausi
- 2004: Juoksuhaudantie
- 2005: Onnen varjot
- 2005: Aikuisten oikeesti
- 2007: Lisää letkua
- 2008: Erottamattomat
- 2012: Love and Other Troubles (Hulluna Saraan)
- 2014: Ei kiitos
- 2014–2016: Pasila 2.5: the Spin-off (Serie, 35 Folgen)
- 2014–2019: Nurses (Serie, 64 Folgen)
- 2015: Armi Alive! (Armi elää!)
- 2015–2021: Roba (Serie, 31 Folgen)
- 2019: Olen suomalainen
- 2021: Syke – Hätätila
- 2022: Grump (Mielensäpahoittaja Eskorttia etsimässä)
- 2024: Stormskärs Maja (Regie und Drehbuch)

## Werke
- 2010: Susi sisällä

## Auszeichnungen
Jussi
- 2025: Auszeichnung als Bester Film (Stormskärs Maja)
- 2025: Auszeichnung mit dem Publikumspreis (Stormskärs Maja)
- 2025: Nominierung für die Beste Regie (Stormskärs Maja)[1][2]